# 丸の内二重橋ビル

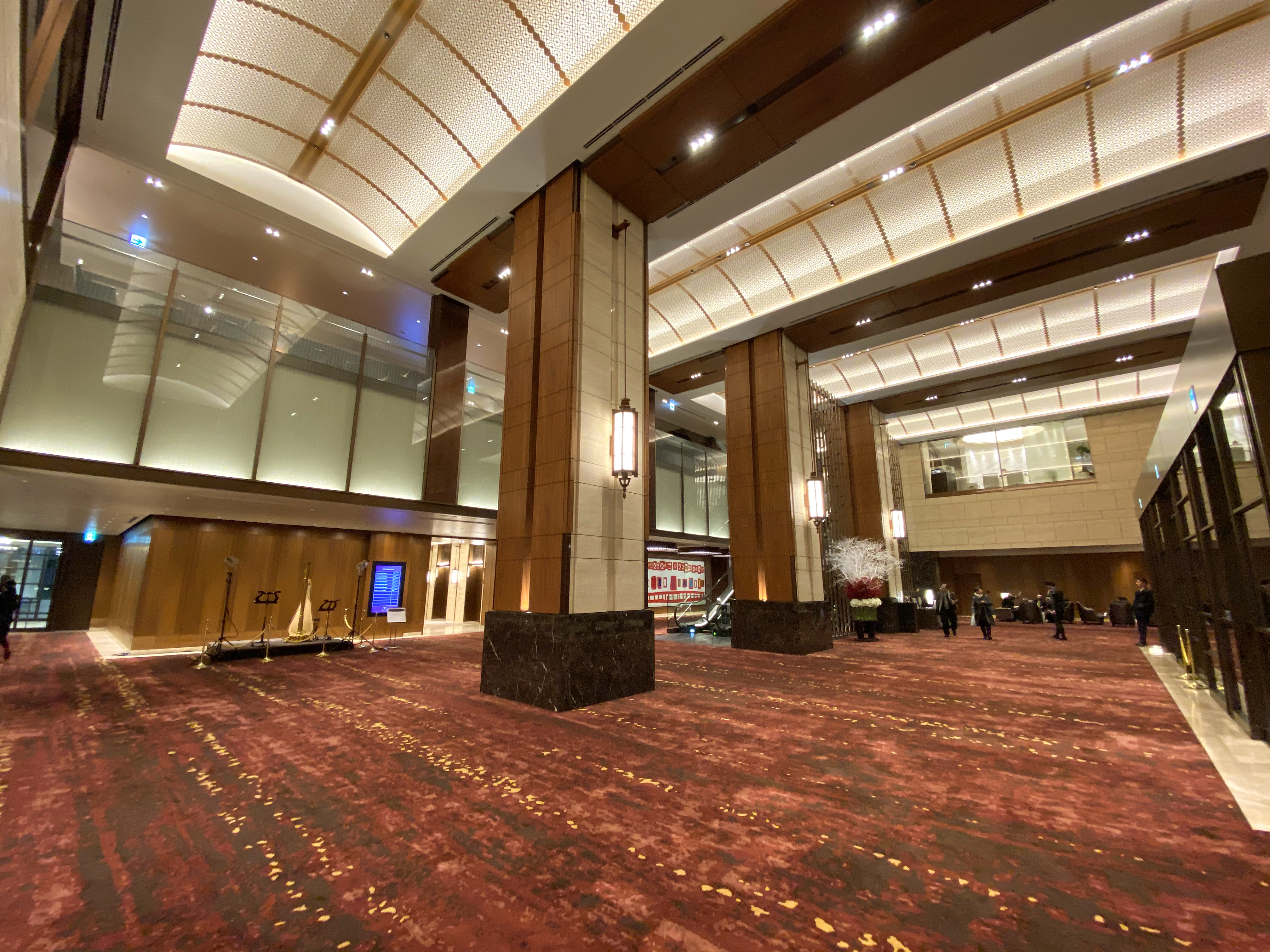
東京會舘

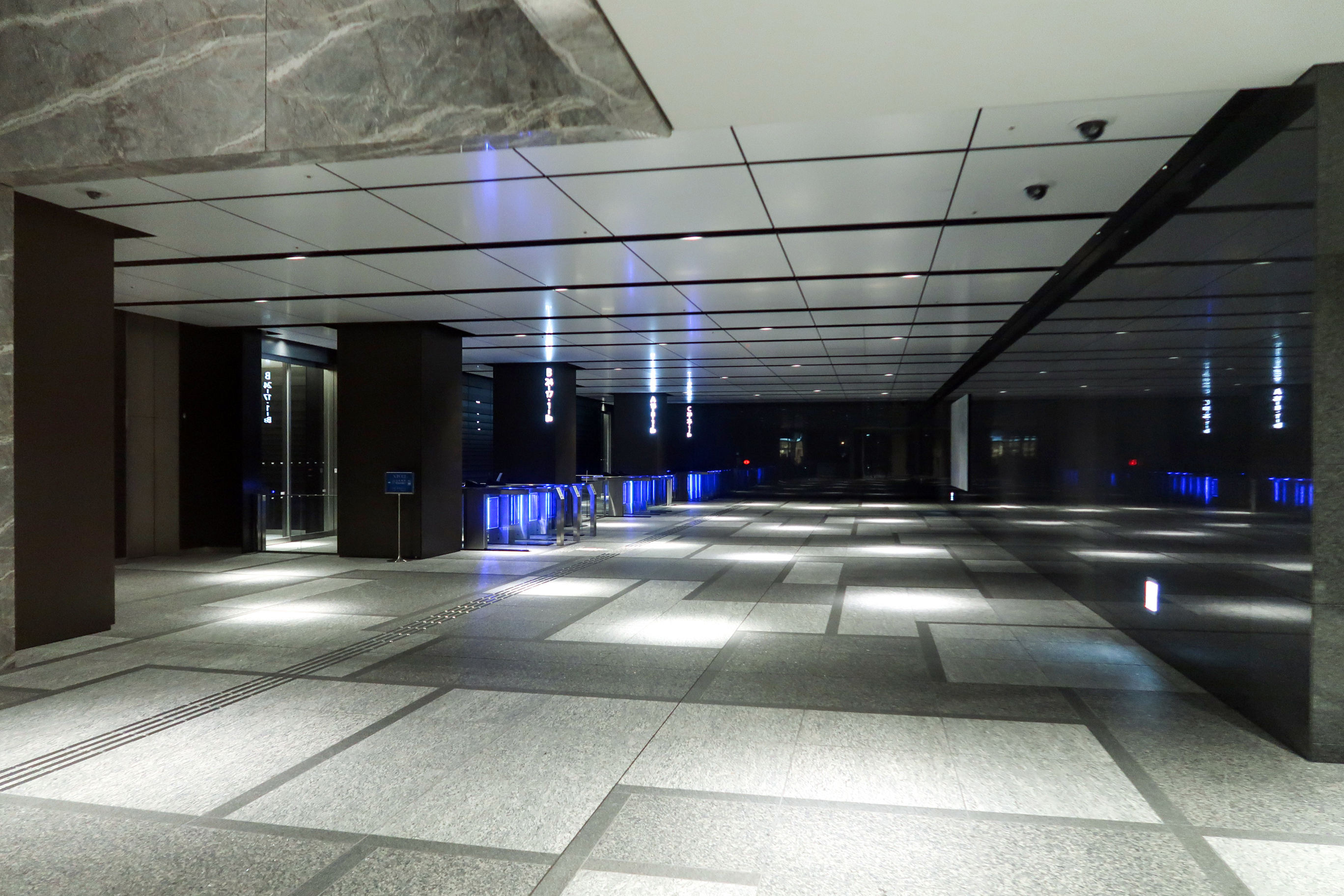
オフィスロビー

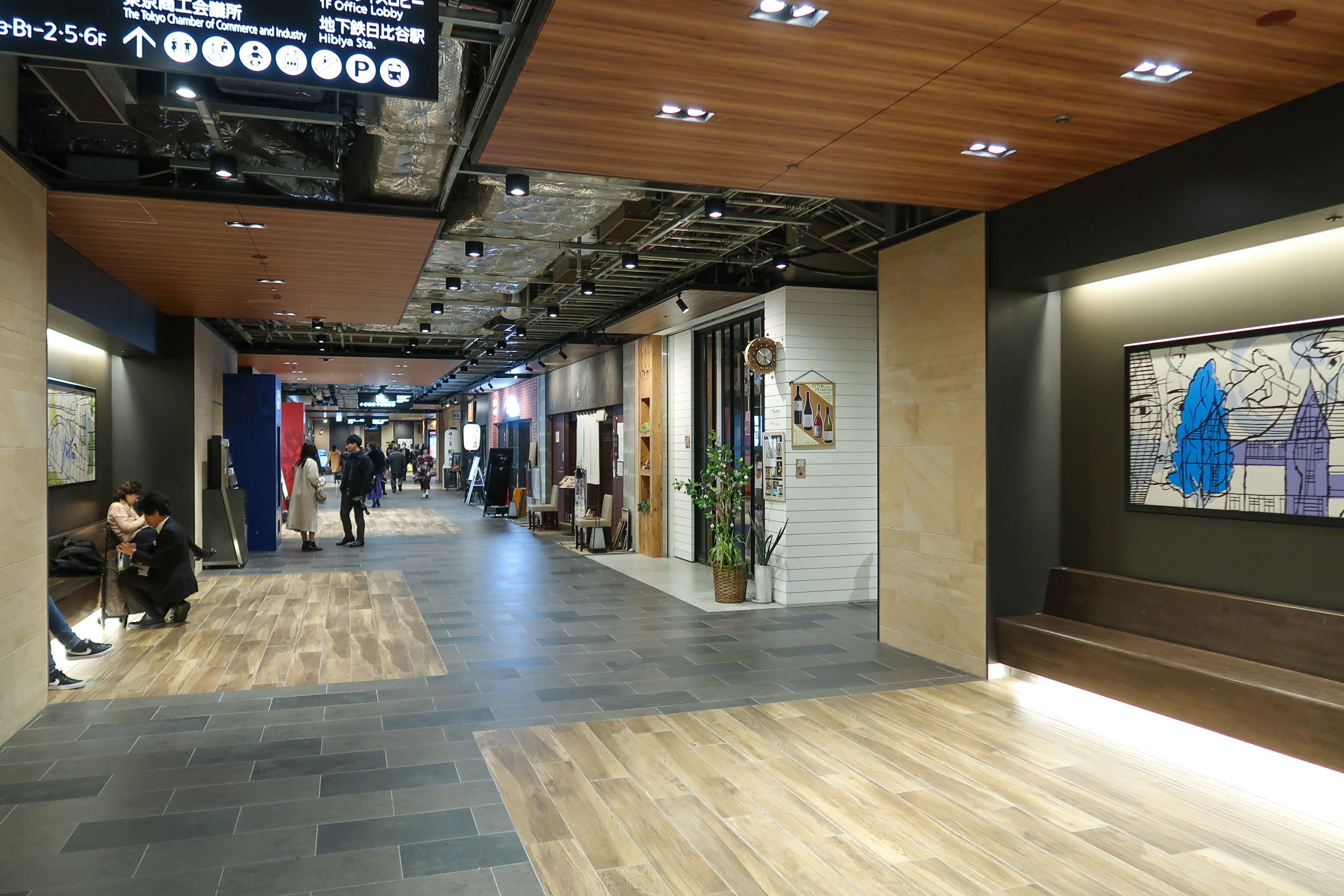
Basement Arcade

丸の内二重橋ビル（まるのうちにじゅうばしビル）は、東京都千代田区丸の内三丁目に所在する超高層複合ビル。低層部に東京商工会議所、東京會舘および二重橋スクエアが入る。

## 概要
皇居（馬場先門）の正面に位置し、日比谷通りに面した1962年竣工の「富士ビルヂング」、百有余年以上にわたり丸の内で活動する「東京商工会議所ビル」、大正時代より"社交の殿堂"と称された「東京會舘ビル」の3棟の一体建て替えプロジェクトとして計画され、建設地は都から「都市再生特別地区」に指定。容積率の上限が1300%から1500%に緩和され、2015年に着工、2018年10月に竣工し、11月21日に竣工式が執り行われた。
しかしながら、建設工事中には高所作業車の落下事故で3人の作業員が死亡しており、「過去最低の現場」と評されるまでの劣悪な労働環境や元請業者である大成建設の管理体制の問題が指摘された。
低層部は事業者である三菱地所、東京商工会議所、東京會舘による区分所有となっており、それぞれのビルが持つ施設がロケーションを最大限に生かせるように平面が重なり合う立体的な構成となっており、敷地を一体化することで、1フロアの面積が大きくなり、皇居外苑側への眺望可能な空間の幅が拡がるという利点を生かした計画となっている。
外観は皇居前の日比谷通りの景観にふさわしい100尺（31m）の軒線と隣接街区と、ゲート性を構築しながら丸の内拠点へつながるすり鉢状のスカイラインの形成を実現。基壇部（低層）は重厚でほりの深い石づくりの品格あるファサードとしながら、高層部は高性能Low-Eガラスを採用し、プレキャストコンクリートと水平フィンを組み合わせたシンプルな構成とした。
建物内には帰宅困難者一時受け入れスペースを計画したほか、充実した非常用発電機設備を設けるとともに、水害に備え重要電気室を地上階に設置するなど、BCP機能の充実も図られている。

## 施設構成
オフィス
馬場先通りに面するオフィスエントランスは、格式の高い導入空間となるように、高天井や大版の大理石を使用したデザインとし、丸の内仲通り・地下商業エリア、東京商工会議所エリアともつながっている。
タワー部のオフィス基準階は、専有部面積約900坪を4分割に利用可能であるほか、最新設備が備えられた。また8階オフィス専有部には皇居外苑に面した緑化されたテラスが設けられ、さまざまな利用が可能となっている。
中層階は小規模区画に分割し、レセプション、会議室、ラウンジ等を設置。コンシェルジュにより多様なサービスが提供される付加価値の高い特別なオフィスである「The Premier Floor」も配された。低層フロアのオフィスには都心型MICEの誘致促進を目的に「DMO東京丸の内」が拠点を構えている。
二重橋スクエア
地下1階から地上2階に展開する商業エリア。このエリアは従来、道路に面した飲食店が少なかったことから、建て替えを機に、消費者が丸の内を回遊するきっかけになるような店舗が入り、飲食や衣料など日本初進出の業態を含め25店が出店した。
地上エリアは「華やかさ」と「くつろぎ」をイメージさせるようなラグジュアリーデザインとし、2階にはテラス席を備える飲食店舗が配置され、1階店舗にはオーニングが設置され丸の内仲通りのにぎわいに彩りを添えている。地下エリアはベンチやアートを設置して、高い賑わいを創出するデザインとしている。
東京商工会議所
1階、5～6階に位置し、東商グランドホールのほか、8室の会議室も設けられた。
東京會舘
三代目として建て替えられ、宴会場や結婚式場、レストランを備える。

## オフィスを置く企業等
- 日本外国特派員協会（プレスクラブ）（5～6階）
- デロイトトーマツグループ各社
  - 有限責任監査法人トーマツ
  - デロイトトーマツリスクアドバイザリー
  - デロイトトーマツコンサルティング
  - デロイトトーマツファイナンシャルアドバイザリー
  - デロイトトーマツ税理士法人
- 北恵（東京本社、登記上の本店は大阪市中央区）
- 三菱重工業（グローバル本社）[注 1]
- 三菱マテリアル

## アクセス
鉄道
- JR東日本
  - 東京駅
  - 有楽町駅
- 東京メトロ
  - 千代田線「二重橋前駅」
  - 有楽町線「有楽町駅」
  - 日比谷線「日比谷駅」
- 都営地下鉄
  - 三田線「日比谷駅」

路線バス
- 都営バス
  - 都04系統・都05-1系統・都05-2系統（グリーンアローズ）「東京国際フォーラム前」停留所
- 東急バス
  - 東98系統「馬場先門」停留所
- 日の丸自動車興業
  - 丸の内シャトル「東京會舘」停留所
建て替え工事前の停留所名で2019年1月8日より再開された。